# V каденція Галицького сейму
5-та каденція Галицького сейму тривала з 1882 до 1889 року, засідання відбувалися у Львові.

## Склад

### Вірилісти
- Францішек Вежхлейський — львівський римо-католицький архиєпископ (з 1885 Северин Моравський)
- Сильвестр Сембратович — львівський греко-католицький архиєпископ
- Ізаак Миколай Ісакович — львівський вірмено-католицький архиєпископ
- Лукаш Солецький — перемиський римо-католицький єпископ
- Іван Ступницький — перемиський греко-католицький єпископ
- Юзеф Алойзій Пукальський — тарновський римо-католицький єпископ
- Альбін Дунаєвський — краківський римо-католицький єпископ
- Юліан Пелеш — станіславський греко-католицький єпископ (з 1885)

Ректори Львівського університету (займали місця, якщо в час їх річної каденції випадала сесія Сейму):
- Броніслав Леонард Радзишевський (1883)
- Едвард Ріттнер (1884)
- Лаврентій Жмурко (1885)
- Євсевій Черкавський (1887)
- Леонард П'єтак (1888)

Ректори Ягеллонського університету (займали місця, якщо в час їх річної каденції випадала сесія Сейму):
- Йосиф Себастьян Пельчар (1883)
- Удальрик Гейзман (1884)
- Юзеф Лепковський (1885)
- Станіслав Тарновський (1886)
- Станіслав Спіс (1886)
- Францішек Каспарек (1888-1889)

### Обрані посли

#### І курія
- 1. Краківська округа:
  - Ян Попель
  - Генрик Водзицький (помер у 1885, на його місце 29 жовтня 1885 обраний Міхал Бобжинський)
  - Станіслав Мадейський
  - Станіслав Тарновський
  - Казимир Фелікс Бадені
  - Антоній Вротновський
- 2. Бережанська округа: 
  - Юзеф Верещинський
  - Еміль Торосевич
  - Альфонс Чайковський
- 3. Перемишльська округа:
  - Северин Смажевський
  - Єжи Чарторийський
  - Зигмунт Дембовський
- 4. Золочівська округа: 
  - Аполінарій Яворський
  - Тадеуш Василевський
  - Вінцентій Гноїнський
- 5. Чортківська округа:
  - Валеріан Подлевський (помер у 1885, на його місце 10 листопада 1885 обраний Ян Гноїнський)
  - Едвард Блажовський (на його місце 10 червня 1884 обраний Еразм Волянський, після його смерті на його місце 24 листопада 1886 обраний Володимир Семигиновський)
  - Роман Чарторийський (помер у 1887, на його місце 27 жовтня 1887 обраний Леон Павел Сапіга)
- 6. Тарновська округа:
  - Евстахій Сангушко
  - Тадеуш Лянґє
  - Владислав Козебродський
- 7. Тернопільська округа:
  - Ігнацій  Мохнацький
  - Щенсний Козебродзький
  - Клеменс Живицький
- 8. Сяніцька округа:
  - Теофіл Журовський (обраний у Ліську, відмовився від мандату в Сяніку, на його місце обраний Зигмунт Козловський, 16 жовтня 1884 відмовився від мандату, обраний повторно 29 жовтня 1885)
  - Станіслав Гнєвош
  - Август Ґорайський
- 9. Самбірська округа:
  - Антоній Малецький
  - Пйотр Ґросс
  - Тадеуш Скалковський
- 10. Жовківська округа:
  - о. Тит Ковальський
  - Томіслав Розвадовський
  - Бойомир Жарський
- 11. Санчівська округа:
  - Тадеуш Пілат)
  - Густав Ромер
- 12. Ряшівська округа:
  - Едвард Єнджейович
  - Роґер Любенський
- 13. Стрийська округа:
  - Давид Абрагамович
  - Октав Петруський
- 14. Станиславівська округа:
  - Войцех Дідушицький
  - Станіслав Матковський (на його місце 29 жовтня 1885 обраний Станіслав Брукчинський)
- 15. Коломийська округа:
  - Ян Капрі
  - Антоній Ґолеєвський
- 16. Львівська округа:
  - Володимир Руссоцький (обраний Давид Абрагамович відмовився від мандату)

#### ІІ курія
- Едвард Сімон (Львівська палата)
- Арнольд Рапапорт (Краківська палата)
- Отто Гаузнер (Бродівська палата, склав мандат 19 вересня 1878, кандидуючи в IV курії у Бродах, на його місце був обраний 27 жовтня 1885 Філіп Цукер, який помер у 1887, на його місце 25 жовтня 1887 обраний Маврицій Розеншток)

#### ІІІ курія
- 1. Округ Львів:
  - Тадеуш Романович)
  - Францішек Смолька
  - Євсевій Черкавський
  - Бернард Ґольдман
- 2. Округ Краків:
  - Юзеф Маєр
  - Фердинанд Вайґель
  - Леон Войцех Хжановський
- 3. Округ Перемишль:
  - Валерій Вайґарт
- 4. Округ Станиславів:
  - Ігнацій Камінський (його обрання скасовано 4 вересня 1884, на його місце обраний 4 вересня 1888 Леон Білінський)
- 5. Округ Тернопіль:
  - Генрик Макс
- 6. Округ Броди:
  - Юзеф Сімон (на його місце обраний 28 жовтня 1885 Отто Гаузнер)
- 7. Округ Ярослав:
  - Владислав Бадені (після його смерті 4 вересня 1888 обраний Кароль Бартошевський)
- 8. Округ Дрогобич:
  - Флоріян Земялковський
- 9. Округ Бяла:
  - Ян Роснер
- 10. Округ Новий Санч:
  - Юліан Дунаєвський
- 11. Округ Тарнув:
  - Ришард Завадський (помер у 1887, на його місце 27 жовтня 1887 обраний Вітольд Роґойський)
- 12. Округ Ряшів:
  - Алойзій Рибіцький
- 13. Округ Самбір:
  - Миколай Зиблікевич (помер у 1887, на його місце обраний Едвард Удерський)
- 14. Округ Стрий:
  - Філіп Фрухтман
- 15. Округ Коломия:
  - Людвік Вежбицький

#### IV курія
1. Округ Львів-Винники-Щирець — Теофіл Мерунович
2. Округ Городок-Янів — Едвард Вайсман
3. Округ Бережани-Перемишляни — Роман Потоцький
4. Округ Бібрка-Ходорів — Северин Гензель
5. Округ Рогатин-Бурштин — Мечислав Онишкевич
6. Округ Підгайці-Козова — Альфред Юзеф Потоцький
7. Округ Заліщики-Товсте — Антоній Хамєц
8. Округ Борщів-Мельниця — Мечислав Дунін-Борковський
9. Округ Чортків-Язловець-Буданів — Миколай Волянський
10. Округ Копичинці-Гусятин — о. Микола Січинський
11. Округ Коломия-Гвіздець-Печеніжин — Евгеніуш Кучковський
12. Округ Городенка-Обертин — Міхал Ленартович
13. Округ Косів-Кути — Філіп Залєський
14. Округ Снятин-Заболотів — Тит Сінгалевич (склав мандат 22 листопада 1887, на його місце обраний в 1888 Стефан Мойса-Росохацький)
15. Округ Перемишль-Нижанковичі — Адам Сапіга
16. Округ Ярослав-Синява-Радимно — Стефан Замойський
17. Округ Яворів-Краковець — Іван Кантій Шептицький
18. Округ Мостиська-Судова Вишня — Станіслав Стадницький
19. Округ Самбір-Старе Місто-Стара Сіль — Теофіл Бережницький
20. Округ Турка-Бориня — Владислав Лозинський
21. Округ Дрогобич-Підбуж — Ксенофонт Охримович
22. Округ Рудки-Комарно — Генрик Янко (помер у грудні 1887, на його місце 3 вересня 1888 обраний Кароль Лянцкоронський)
23. Округ Лука-Меденичі — Станіслав Тарновський
24. Округ Сянік-Риманів-Буківсько — Зенон Слонецький
25. Округ Лісько-Балигород-Літовищі — Олександр Іскрицький (обраний невеликою перевагою голосів, склав мандат 27 вересня 1883, обраним став Теофіл Журовський)
26. Округ Добромиль-Устрики-Бірча — Антоній Тишковський
27. Округ Дубецько-Березів — Константій Бобчинський
28. Округ Станиславів-Галич — Едвард Горецький (затвердження обрання відкладено до розгляду протестів, визнано обрання 16 жовтня 1883)
29. Округ Богородчани-Солотвино — Александр Лукасевич (помер у 1885, на його місце 17 жовтня 1885 обраний Корнель Штрассер)
30. Округ Монастириська-Бучач — Владислав Волянський
31. Округ Надвірна-Делятин — о. Корнило Мандичевський
32. Округ Тисмениця-Тлумач — кс. Францішек Сава
33. Округ Стрий-Сколе — Микола Антоневич
34. Округ Долина-Болехів-Рожнятів — Аполінарій Гоппен (помер у 1886, на його місце 30 листопада 1886 обраний Мар'ян Мазаракі)
35. Округ Калуш-Войнилів — Юліан Романчук
36. Округ Миколаїв-Журавно — Юзеф Верницький
37. Округ Тернопіль-Ігровиця-Микулинці — Юліуш Коритовський
38. Округ Скалат-Гримайлів — о. Казимир Грохольський (помер у 1888, на його місце нікого не обрано)
39. Округ Збараж-Медин — о. Степан Качала (помер наприкінці 1888)
40. Округ Теребовля-Золотники — Болеслав Розвадовський
41. Округ Золочів-Глиняни — Болеслав Августинович
42. Округ Лопатин-Броди-Радехів — Станіслав Бадені
43. Округ Буськ-Кам'янка Струмилова-Олесько — Тадеуш Дідушицький
44. Округ Заложці-Зборів — Матвій Кашевко
45. Округ Жовква-Куликів-Мости Великі — Петро Лінинський
46. Округ Белз-Угнів-Сокаль — Станіслав Поляновський
47. Округ Любачів-Чесанів — Владислав Леон Сапіга
48. Округ Рава-Немирів — Фелікс Білінський
49. Округ Краків-Могила-Лішки-Скавіна — Ян Станіслав Мерошевський (на його місце 30 листопада 1886 обраний Собеслав Мершевський)
50. Округ Хжанув-Явожно-Кжешовіце — Артур Владислав Потоцький
51. Округ Бохня-Неполоміце-Вісьнич — Францішек Гошард
52. Округ Бжеско-Радлув-Войнич — Ян Стадницький
53. Округ Величка-Подґуже-Добчице — Леопольд Плазінський
54. Округ Ясло-Бжостек-Фриштак — Фелікс Бухвальд (помер у 1887, на його місце 3 вересня 1888 обраний Францішек Мицельський)
55. Округ Горлиці-Беч — Адам Скжинський
56. Округ Дукля-Кросно-Змигород — Станіслав Міхал Старовєйський
57. Округ Ряшів-Глогув — Адам Єнджейович
58. Округ Ланьцут-Переворськ — Кароль Шіпіо дель Кампо
59. Округ Лежайськ-Соколув-Улянув — Станіслав Єнджейович
60. Округ Розвадув-Тарнобжеґ-Нисько — Ян Тарновський
61. Округ Тичин-Стрижів — Людвік Водзіцький
62. Округ Новий Санч-Грибів-Цінжковичі — Владислав Жук-Скаржевський
63. Округ Старий Санч-Криниця — Александр Зборовський
64. Округ Новий Тарг-Кросцєнко — Фелікс Плавіцький
65. Округ Ліманова-Скшидліна — Владислав Струшкевич
66. Округ Тарнув-Тухув — кс. Адам Копицінський
67. Округ Домброва-Жабно — Юзеф Менцінський
68. Округ Дембиця-Пільзно — Ян Кохановський (склав мандат, повторно обраний 16 червня 1885, на його місце обраний 3 вересня 1888 Чеслав Лозинський)
69. Округ Ропчице-Кольбушова — Здіслав Тишкевич
70. Округ Мелець-Зассув — Мечислав Рей
71. Округ Вадовіце-Кальварія-Андрихув — Фридерик Цоль
72. Округ Кенти-Бяла-Освенцім — Станіслав Клюцький
73. Округ Мисленіце-Йорданув-Макув — Чеслав Лясоцький
74. Округ Живець-Слемень-Мілювка — Юзеф Лазарський (на його місце 30 листопада 1886 обраний Антоній Міхаловський)